# Senlis-le-Sec
Senlis-le-Sec település Franciaországban, Somme megyében. Lakosainak száma 320 fő (2022. január 1.). Senlis-le-Sec Hédauville, Hénencourt, Millencourt, Warloy-Baillon, Englebelmer és Bouzincourt községekkel határos.

## Népesség
A település népessége az elmúlt években az alábbi módon változott:
| Lakosok száma | 288  | 295  | 305  | 294  | 300  | 307  | 313  | 317  | 320  |
|               | 2013 | 2015 | 2016 | 2017 | 2018 | 2019 | 2020 | 2021 | 2022 |